# Rhogeessa aeneus
Rhogeessa aeneus és una espècie de ratpenat de la família dels vespertiliònids, que viu a la península de Yucatán, a Mèxic, a Guatemala i possiblement també a Belize. Es tracta d'una ratpenat petit que s'alimenta d'insectes voladors (principalment mosquits) durant la posta i la sortida del sol.
S'ha observat una petita població d'aquests a Spanish Lookout, al districte de Cayo, Belize, des de com a mínim 1998. Es troben a l'est i oest del manglar Cayo, situat a l'est de Ciutat de Belize dins la zona de Drowned Cayes. Segons els habitants que treballen al Cayo, aquests ratpenats viuen als cocoters durant el dia.